# Conrado de Constança

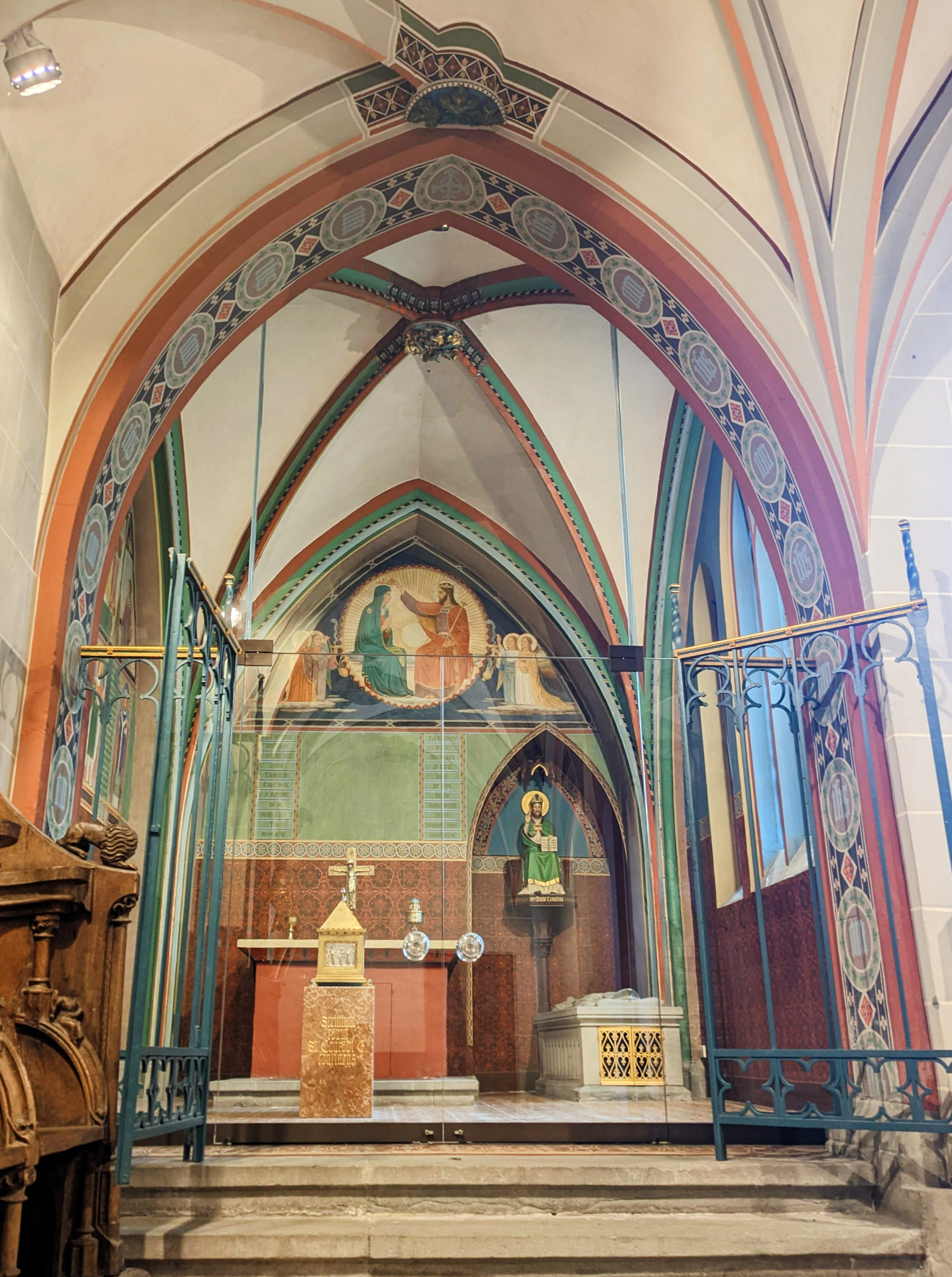
Cripta na antiga Catedral de Constança

Conrado de Constança ou Conrado de Altdorf (em alemão: Konrad von Konstanz ou Konrad von I. Altdorf; Weingarten, c. 900 – Constança, 26 de novembro de 975) foi bispo da diocese de Constança entre 934 e 975. É venerado como santo pela Igreja Católica, Igreja Luterana e Igreja Ortodoxa.

## Biografia
Conrado nasceu por volta de 900 dentro da família Welf, pertencente à nobreza, recebeu sua formação espiritual no capítulo da catedral de Constança. Entrou na comunidade canônica e, em 934, a partir do cabido, sob a influência do bispo de Augsburg, Ulric de Augsburg, foi eleito bispo de Constança.
Como bispo e como um membro da igreja Otoniana, Conrado tem contato, pelo menos esporadicamente, com o Otão I (936–973). Assim, no inverno de 961-962, Conrado participou da viagem organizada para a coroação do Imperador Romano-Germânico. Em consequência, este imperador obteve uma capela já erguida chamada Mauritiusrodunte na catedral de Constança em memória de São Maurice.
Conrado fez outras viagens a Roma e Jerusalém, onde ele peregrinou por três vezes e trouxe relíquias, dentre outras coisas. Visitando Roma e Jerusalém, Conrado decidiu levar a cabo um plano de construções na cidade, fato que é considerado apenas como o nascimento ou momento fundação da arte românica.
Como um modelo para a construção de igrejas usou a Basílica Patriarcal em Roma:
Na entrada da cidade, ele construiu uma igreja dedicada a St. Paul, semelhante à Basílica de São Paulo Fora dos Muros;
Ao lado do bispado criado a Igreja de San Juan, a imagem da Basílica de São João de Latrão.
O Welf Konrad nasceu por volta do ano 900. Ele recebeu sua educação espiritual no capítulo da catedral de Constança , entrou na comunidade canônica e foi eleito em 934 por seus co-cânones e sob a influência do bispo de Augsburgo, Ulrich von Augsburg (923-973), como bispo de Constança.
No seu exercício como bispo e, portanto membro, da igreja imperial otoniana, encontramos São Conrado pelo menos esporadicamente nas relações com o reino de Otto I, o Grande (936-973).São Conrado participou da peregrinação a Roma e da coroação imperial do governante no inverno 961/962.
Noutras viagens São Conrado retorna a Roma e Jerusalém , onde ele fez três peregrinações. Entre outras coisas, elas serviram para trazer relíquias. As inspirações de Roma e Jerusalém determinaram o programa de construção que o bispo executou em sua cidade, no período romano. As basílicas patriarcais de Roma serviram de modelo para a fundação da igreja: em frente à cidade, São Conrado construiu a Paulskirche de forma análoga a São Paulo Fora dos Muros e igreja de São João construída de acordo com São João de Latrão, ele também renovou a Laurentiuskirche (mais tarde capela do conselho de São Lourenço, que não existe mais hoje). Sob a impressão de suas peregrinações a Jerusalém, ele mandou construir a rotunda das Maurícias como uma réplica da Igreja do Santo Sepulcro , que poderia servir como um destino de peregrinação regional.
A homenagem aos santos Maurício e Lourenço - este último foi o dia do santo (10 de agosto) da famosa batalha em Lechfeld de 955 - também apontam para o Império Franconiano-Alemão Oriental . O imperador Otto I agradeceu a São Conrado em um documento datado de 21 de fevereiro de 962, poucos dias após sua coroação como imperador, aprovando a construção da catedral. A comemoração relacionada revelou os laços estreitos entre bispo e o imperador, culminando com a permanência de Otto na cidade episcopal de Conrado, em agosto de 972, e no festival Pelagius, no dia 28 deste mês.

## Como se deu a devoção e a canonização de São Conrado de Konstanz
A devoção a São Conrado data dentre 1084 a 1110, a ele foi oferecido um culto local pois seus ossos foram transladados para a igreja de São Mauricio, catedral recém-construída. Havia por parte de Ulrich I (1111 – 1127) um interesse de estabelecer devoções regionais, segundo “a sagrada vita” podemos ler relatos de curas e resgates milagrosos atribuidos a São Conrado , que foram apresentados a santa sé em Roma, e ao Papa Calisto II (1119 – 1124) . Em março de 1123, foi decidida a canonização de Conrado de Konstanz pelo Conselho Lateranese
A canonização "real" ocorreu no magnus conventus , o "grande encontro" em Constança, no final de novembro de 1123, com a participação de três duques, muitos condes, clérigos, abades e monges e muitos fiéis no dia 26 de novembro, o dia da  morte de Conrado de Konstanz , em uma elaborada celebração litúrgica, os ossos do santo foram enterrados em um novo santuário e venerados. No entanto, as relíquias de Constança foram destruídas no tempo da Reforma . O crânio porém foi conservado e está na Konstanz Münster.   
O seu milagre mais conhecido e que o acompanha na sua iconografia, conta que num dia de Páscoa, uma grande aranha caiu no cálice, tendo já o vinho consagrado. Como naquela época todas as aranhas deveriam ser venenosas, Conrado considerou mais reverente engolir a aranha do que desprezar o Sangue de Cristo. Depois disso ficou esperando a agonia final... que não veio. Uma hora depois ele se levantou e a aranha saiu de sua boca. Por isso é representado com um cálice e uma aranha. Fato semelhante conta-se de São Norberto, com a variante de que este santo espirrou e o animal foi expelido. Algo semelhante à história do Beato Francisco de Fabriano (22 de abril), que, já consagrado, caiu um escorpião no cálice e, não ousando derramar o Sangue do Senhor, bebeu-o normalmente e continuou celebrando a Eucaristia, confiando-se para Deus. Ao final da missa, o escorpião saiu calmamente pela boca.

## São Conrado de Constança, o místico
Para a glória da Santa Missa relatamos aqui como se fez a consagração da Capela de Einsiedeln, na Suíça, e como Nosso Senhor Jesus Cristo mesmo celebrou o Santo Sacrifício com grande solenidade: "Oitenta anos depois da morte de Meinrado, o santo eremita, um piedoso solitário de nobre família, Eberardo, foi pedir a São Conrado, Bispo de Constança, a graça de consagrar a capela de São Meinrado. O virtuoso bispo anuiu-lhe ao pedido.
Na Festa da Exaltação da Santa Cruz, em 14 de Setembro de 940, devia realizar-se a consagração. Mas, indo para a capela, a fim de entregar-se à oração, o santo bispo ouviu os coros dos Anjos cantar as antífonas e os responsórios da consagração. Entrou e viu a capela cheia de Anjos, e, no meio deles, Nosso Senhor, que, revestido de paramentos episcopais, procedia à consagração do santuário. À vista disso, Conrado caiu em santo êxtase, sem entretanto nada perder de sua atenção. Viu e ouviu Nosso Senhor pronunciar as palavras da Igreja e desempenhar-lhe as cerimônias em igual festa. Os apóstolos, os Anjos e uma multidão de Santos o assistiam. A Mãe de Deus, a quem o altar e a capela eram dedicados, aparecia em cima do altar, mais brilhante que o sol, mais resplandecente que o fulgor do relâmpago.
Terminada a consagração, o Senhor começou a Missa Solene, depois da qual toda a corte celeste desapareceu, deixando Conrado em transportes de alegria. Reconheceu sobre as cinzas que cobriam o solo as marcas dos pés do Salvador e sobre as paredes os traços das unções. De manhã, o clero veio buscar o bispo para fazer a sagração, porém ele disse: Não posso consagrar este santuário, porque já foi consagrado de maneira misteriosa.
Insistem, forçam-no, quando uma voz celeste se faz ouvir e repete por três vezes: Para, meu irmão, a capela já está consagrada. Mais tarde São Conrado referiu ao Papa Leão VIII sobre este fato extraordinário, cuja veracidade o mesmo papa afirmou num rescrito apostólico, em que proibiu tornar a consagrar a capela e concedeu indulgências especiais aos fiéis, que a frequentasse."
Caro leitor, com certeza irá dizer: Ah se pudesse assistir a igual festa, ver o que viu São Conrado, ouvir o que ouviu! Que prazer, que emoção! Entretanto não está presente, em cada Missa, Nosso Senhor, o grande pontífice? Não nasce, em cada Missa, sobre o altar, e não o cercam os Anjos? Feliz serás, pois, se considerares que te achas no meio de uma tão alta assembleia, que se digna de unir tuas pobres orações às suas, para fazê-las subir até o trono
Fonte: Cochem, Frei Martinho de. A Santa Missa para Leigos: Uma Explicação do Santo
Sacrifício da Missa (p. 39). Edições Católicas Independentes. Edição do Kindle.